# Wpust czopkowy
Wpust czopkowy – element połączenia wpustowego, służący do połączenia piasty z wałem w połączeniach przesuwnych. Kształtem przypomina wpust pryzmatyczny ścięty pełny (typ B) z walcowym wypustem znajdującym się na środku (typ S) lub na jego końcu (typ NS). Wypust ma za zadanie unieruchomienie wpustu względem piasty. Wykonuje się je ze stali o minimalnej wytrzymałości na rozciąganie {\displaystyle R_{m}=590MPa}. 
Wyróżnia się dwie postaci wpustów czkopkowych:
- symetryczne (S)
- niesymetryczne (NS)

## Normalizacja
Wymiary wpustów czopkowych są zawarte m.in. w:
- PN-70/M-85005[1]

Wymiary rowków pod wpusty czopkowe są takie same jak pod wpusty pryzmatyczne, Natomiast otwór na wypust powinno wykonywać się w tolerancji H11.
Według polskiej normy wpusty powinno się oznaczać poprzez podanie typu wpustu oraz wymiarów: szerokości b, wysokości h i długości l  rozdzielonych znakiem x np.: 
WPUST CZOPKOWY S 12x8x56 PN-73/M-85047